# Barnen från Waterland
Barnen från Waterland (ursprunglig titel: Kinderen van Waterland) var en nederländsk barnserie om Spijker och hans kompisar, som bor i en liten idyllisk by i området Waterland. Serien sändes på SVT under 1990-talet och i repriser på SVT Barnkanalen under 2005. Serien har en uppföljarserie, Slut för idag... tack för idag (Dag Juf, Tot Morgen).
Svensk berättarröst görs av Ewa Maria Björkström.

## Referenslista
1. ↑  ”Children of Waterland”. bosbros.com. https://bosbros.com/en/portfolio/kinderen-van-waterland/. Läst 16 februari 2022.
2. ↑  ”Svensk mediedatabas (SMDB)”. smdb.kb.se. https://smdb.kb.se/catalog/search?q=Barnen+fr%C3%A5n+Waterland+typ:tv&sort=OLDEST. Läst 11 juni 2018.
3. ↑  ”Slut för idag... tack för idag SVT, Barnkanalen 2004-06-05 09:00-09:15 | Svensk mediedatabas (SMDB)”. smdb.kb.se. https://smdb.kb.se/catalog/id/001645716. Läst 14 juni 2018.
4. ↑  ”Class Dismissed”. bosbros.com. https://bosbros.com/en/portfolio/dag-juf-tot-morgen/. Läst 16 februari 2022.